# Хию
Хию (на естонски: Hiiu maakond, Хию мааконд) е една от 15-те области в Естония. Областта се състои от Хийумаа, вторият най-голям остров прилежащ към Естония и няколко по-малки острови. Намира се на запад от Ляяне и на север от Сааре. 0,7% от населението на Естония живее в Хию.

## История
Следи от човешко присъствие в Хийумаа могат да бъдат открити чак от петото хилядолетие преди Христа. На полуостров Къпу са направени разкопки на селища още от мезолита. Също така има и няколко доста добре запазени гробища от желязната епоха. През 1228 островът е за първи път споменат в писмени анали под името Дагейда. През 1563 остров Хийумаа е анексиран от Швеция. През 1710 след края на Великата северна война островът става част от Руската империя. По време на Първата световна война Хийумаа е обсаден от немските военни сили. В периода 1918 – 1940 островът е част от република Естония, а след това чак до 1991 остава оупиран от Съветските сили.

## Управление на Хию
Областта се управлява от губернатор (естонски: maavanem), който се определя от правителство на Естония за период от 5 години. От 3 март 2004 г. губернатор на Хию е Ханнес Маасел.

## Общини
Областта се дели на 6 общини, като 1 от тях е със статут на град (linn), а останалите 5 са епархии, състоящи се от села (vallad).
- Кярдла (град)
- Емасте
- Къргерсааре
- Кяйна
- Пюхалепа